# Vittorio Podrecca
Vittorio Podrecca (Cividale del Friuli, 1º luglio 1883 – Ginevra, 5 luglio 1959) è stato un impresario e regista italiano del teatro delle marionette.

## Biografia
Vittorio era figlio di Carlo, avvocato e scrittore (La Slavia Italiana), e fratello di Guido, giornalista e politico, accreditato di essere, assieme a Filippo Turati ed Andrea Costa, uno dei fondatori del Partito Socialista Italiano.

Vittorio Podrecca con le sue marionette

Laureatosi in Giurisprudenza, collaborò e diresse alcune riviste di informazione e critica musicale; in seguito divenne segretario del Conservatorio di Santa Cecilia a Roma. Fu proprio qui che fondò, nel 1914, la compagnia di marionette I Piccoli (della quale fu contemporaneamente impresario e direttore) che ben presto, grazie alle numerosissime tournée all'estero, divenne celebre in tutto il mondo.
Il suo teatro, che arrivò a contare fino a mille marionette, portò sulla scena, di volta in volta, brevi opere musicali fatte talora appositamente (ad esempio, La bella addormentata nel bosco di Ottorino Respighi), riduzioni liriche o in prosa, favole, caricature e bozzetti folcloristici italiani e stranieri, in una cornice scenica che si avvaleva di pittori divenuti poi notissimi (per esempio Enrico Prampolini).
Fra le marionette più celebri inventate da Vittorio Podrecca sono il soprano Sinforosa Strangolini e il pianista Piccolowsky; quest'ultimo chiudeva di solito il programma eseguendo al pianoforte una sonata, vero e proprio capolavoro della tecnica marionettistica.
Dopo la sua morte numerose marionette, bozzetti e attrezzi vari, vennero acquistatI da Maria Signorelli che così riuscì ad impedirne la dispersione. Il Fondo Podrecca quindi fa parte della Collezione Maria Signorelli, una delle più grandi raccolte private esistenti in Europa di materiali attinenti al teatro di animazione. 
Dal 1979 il Teatro Stabile FVG Il Rossetti acquisisce gran parte delle antiche marionette e scenari facenti parte dello spettacolo Varietà. Ricostituisce la compagnia de I Piccoli scritturando i collaboratori di Vittorio Podrecca. I marionettisti Giannina Braga, Caterina Raimondo Quaglia, Contrando Picchi, Silvio Vanelli, Etelvoldo Cagnoli rimettemmo in scena lo spettacolo e tramandano l’arte marionettistica e la storia del Teatro dei Piccoli a nuovi allievi. 
La compagnia è tutt’ora attiva presso il Teatro Stabile FVG che ne preserva la storia.

## La rinascita
Le marionette furono recuperate nel 1965 da alcuni vecchi collaboratori di Podrecca e la Regione Autonoma Friuli-Venezia Giulia, insieme al Teatro Stabile del Friuli-Venezia Giulia e da un gruppo di operatori culturali, rintraccia il materiale. In seguito la regione Friuli-Venezia Giulia vota una legge per lo stanziamento di sessanta milioni di lire da destinare al recupero del materiale e alla rinascita dei Piccoli.
Il 7 maggio 1979, il Teatro Stabile del Friuli-Venezia Giulia rileva le marionette “superstiti” e il materiale scenico e ricostituisce il gruppo di marionettisti che hanno collaborato fino all'ultimo con Podrecca. Il 5 luglio dello stesso anno, nel venticinquesimo anniversario della morte di Podrecca, nel Teatro Ristori di Cividale si allestisce un primo spettacolo di varietà della rinata compagnia, con l'orchestra viennese, Pierino e il lupo, La morte del cigno, Bilbolbul, Serafina, La corrida, Tarantella napoletana, Il violinista, Infernale, Rumba, Carnevalito, Il somaro sapiente, Il pianista.
Lo spettacolo si replica, va in tournée e intanto, si pensa di affidare ai marionettisti una scuola perché i Piccoli possano continuare a esistere.
I nuovi Piccoli, ancora in attività, raccolgono consensi in Italia e fuori come i loro progenitori.